# Alessio Martinelli
Alessio Martinelli (* 26. April 2001 in Sondalo) ist ein italienischer Radrennfahrer.

## Werdegang
Seine ersten internationalen Erfolge erzielte Martinelli bereits als Junior. In der Saison 2019 wurde er bei den UCI-Straßen-Weltmeisterschaften Vizeweltmeister im Straßenrennen der Junioren und gewann eine Etappe beim Giro della Lunigiana. Nach dem Wechsel in die U23 wurde er Mitglied im UCI Continental Team Colpack Ballan, für das er 2021 die Nachwuchswertung beim Giro della Regione Friuli Venezia Giulia gewann.
Im Juli 2021 wurde bekannt, dass Martinelli zur Saison 2022 einen Vertrag bei italienischen UCI ProTeam Bardiani CSF Faizanè erhält. Im Februar 2022 erzielte er beim Grand Prix Alanya seinen ersten Sieg als Profi.

## Erfolge
2019
- Weltmeisterschaften – Straßenrennen (Junioren)
- eine Etappe Giro della Lunigiana
- Bergwertung Tour du Pays de Vaud

2021
- Nachwuchswertung Giro della Regione Friuli Venezia Giulia

2022
- Grand Prix Alanya
- eine Etappe Carpathian Couriers Race
- Gran Premio Industrie del Marmo

## Grand-Tour-Platzierungen
| Grand Tour            | 2025 |
| --------------------- | ---- |
| Giro d’ItaliaGiro     | DNF  |
| Tour de FranceTour    | …    |
| Vuelta a EspañaVuelta | …    |